# Sankt Stefan im Gailtal
Sankt Stefan im Gailtal (szlovénül Štefan na Zilji) osztrák község Karintia Hermagori járásában. 2016 januárjában 1588 lakosa volt.

## Elhelyezkedése

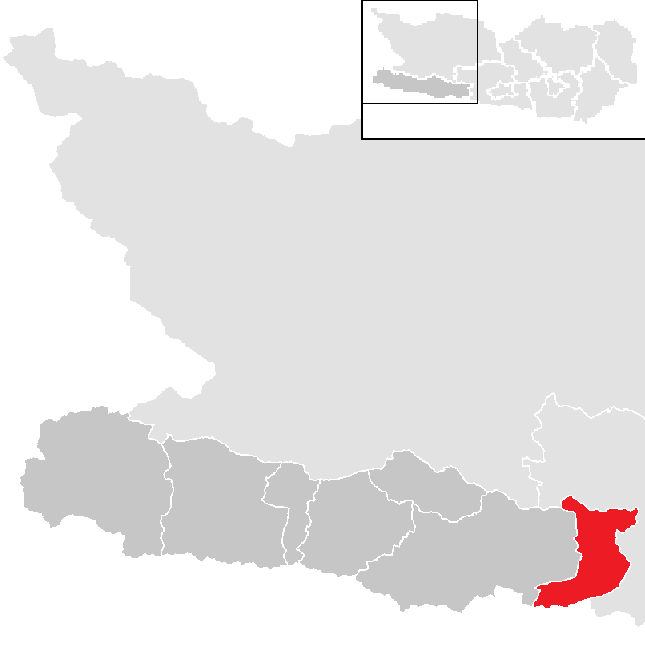
Sankt Stefan im Gailtal a Hermagori járásban

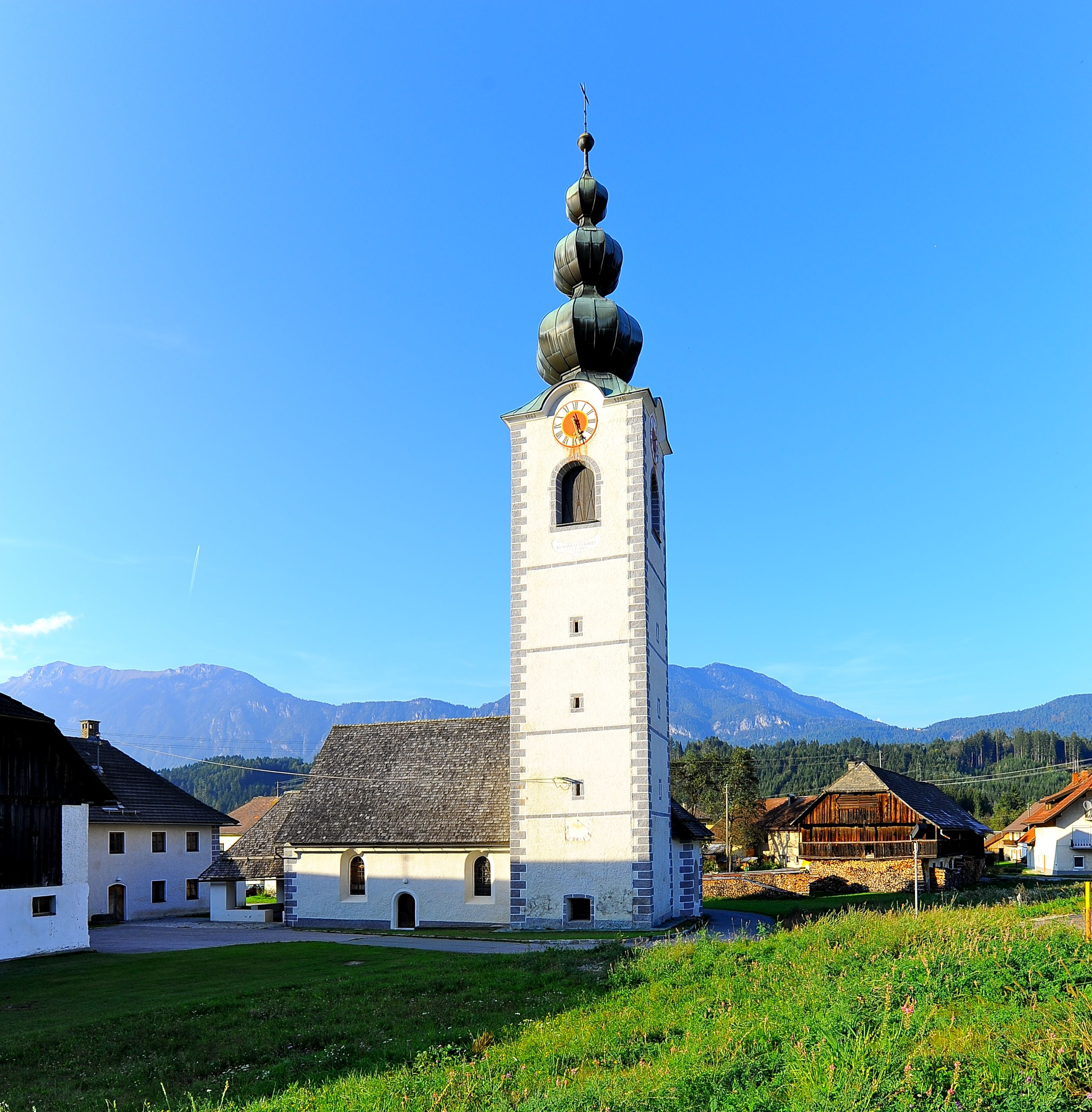
A vorderbergi Szt. Péter és Pál-templom

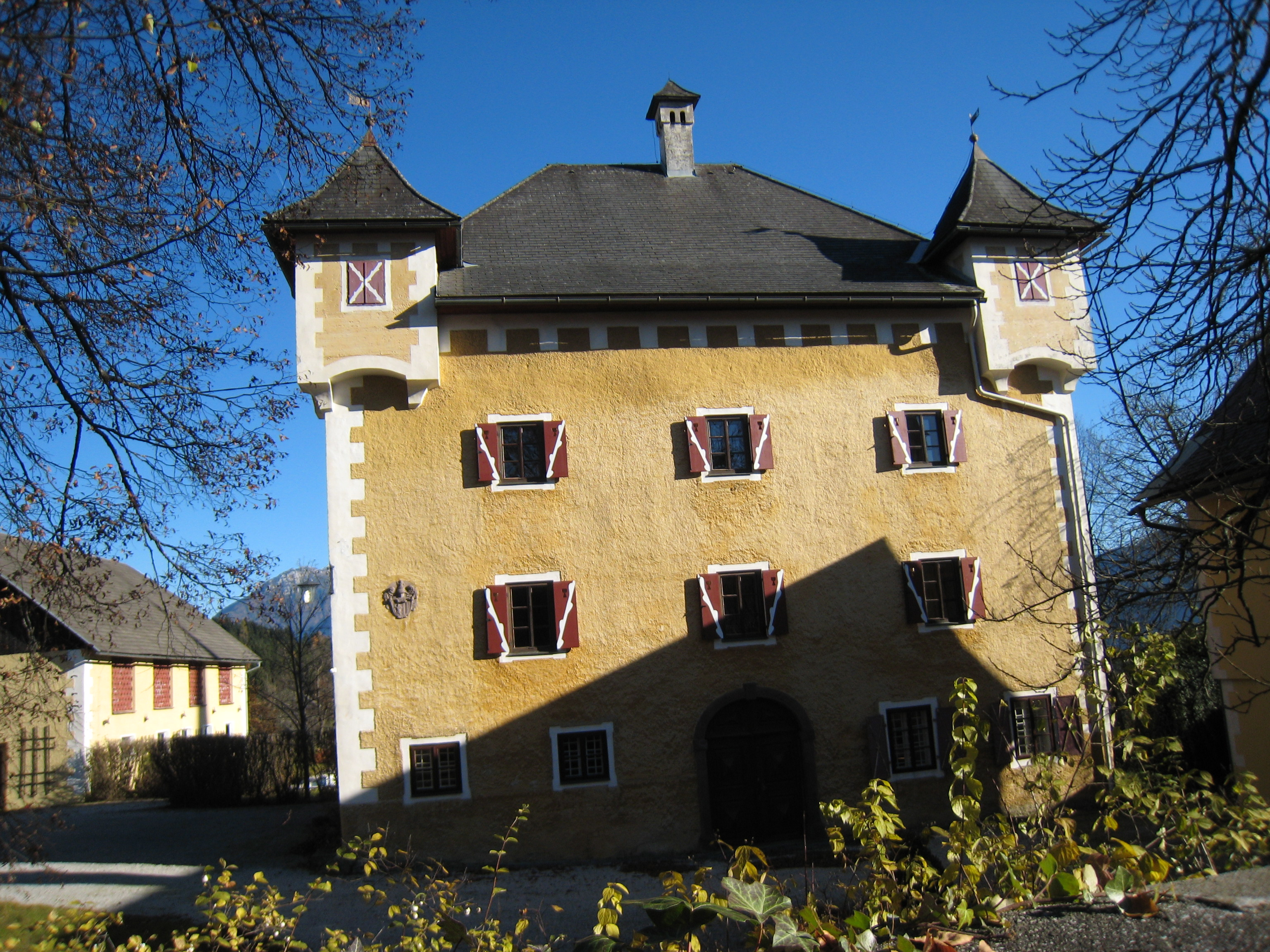
A Greifenstein-kastély

Sankt Stefan im Gailtal Karintia déli részében fekszik, közvetlenül az olasz határ mellett, a Gail (a Dráva mellékfolyója) mentén. Északról a Gail-völgyi Alpok (Gailtaler Alpen), délről a Karni-Alpok (itt van az önkormányzat legmagasabb pontja, a 2052 m-es Oisternig) hegyei fogják közre. Az önkormányzat 20 falut és egyéb települést fog össze: Bach (67 lakos), Bichlhof (15), Bodenhof (5), Dragantschach (68), Edling (86), Hadersdorf (68), Karnitzen (54), Köstendorf (202), Latschach (15), Matschiedl (87), Nieselach (13), Pölland (8), Pörtschach (31), St. Paul an der Gail (91), St. Stefan an der Gail (138), Schinzengraben (10), Schmölzing (88), Sussawitsch (117), Tratten (76), Vorderberg (357).
A környező települések: nyugatra Hermagor-Pressegger See, északra Paternion, északkeletre Bad Bleiberg, keletre Nötsch im Gailtal, délkeletre Feistritz an der Gail, délre Malborghetto-Valbruna (Olaszország).

## Története
A Gail középső szakaszán 600 körül telepedtek meg a szlávok, majd miután a 8. században a Frank Birodalom meghódította őket, megkezdődött térítésük és bajor telepesek érkeztek. Sankt Stefan Szt. Istvánnak szentelt templomát a 9. században alapították és az írott forrásokban 1252-ben szerepel először.
A Gail-völgy középső szakasza hosszú időn át a bambergi püspökök tulajdonában volt. A 13. században konfliktusba keveredtek a Görz grófokkal, ekkor rombolták le Vorderberg várát is. Ekkor még újjáépítették, de miután 1460-ban ismét elpusztult, a későbbiekben romjaiban maradt. 1500 körül a Gail-völgy egy része a Habsburgok birtokába került.
1691-ben leégett Aichelburg vára, a falut pedig több ízben elöntötte a megáradó folyó.
Az osztrák önkormányzatok 1850-es megalakulásakor létrejöttek St. Stefan an der Gail (1983 lakos) és Vorderberg (681 lakos) önálló községek, amelyek az 1973-as közigazgatási reform során egyesültek. Ekkor már együttes lélekszámuk sem haladta meg az 1900-at. 1990-ben népszavazást tartottak Vorderberg függetlenné válásáról, amit csak a szavazók 42,1%-a támogatott. Az önkormányzat 1993-ban felvette a Sankt Stefan im Gailtal nevet.

## Lakosság
A Sankt Stefan-i önkormányzat területén 2016 januárjában 1588 fő élt, ami visszaesést jelent a 2001-es 1777 lakoshoz képest. Akkor a helybeliek 97%-a volt osztrák, 1,7%-a német állampolgár. 91,7% római katolikusnak, 4,5% evangélikusnak, 0,8% muszlimnak, 2,6% pedig felekezet nélkülinek vallotta magát.

## Látnivalók
- Aichelburg várának romjai
- a Bodenhof-kastély
- a Bichlhof-kastély
- a Greifenstein-kastély
- Sankt Stefan plébániatemploma

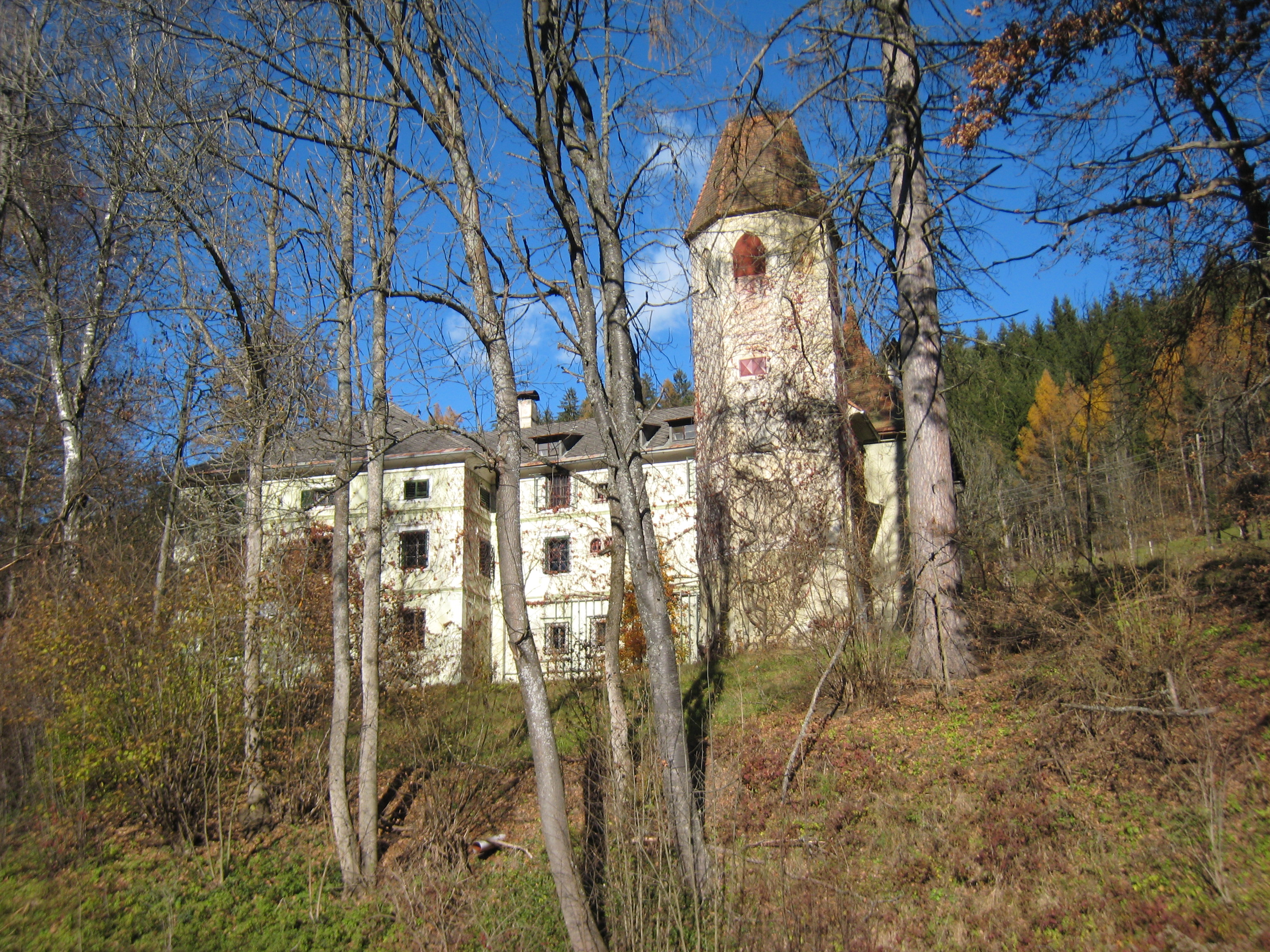
Bodenhof kastélya

- Vorderberg Szt. Péter és Pál-temploma
- a vorderbegi Grabeni Szűz Mária-templom
- St. Paul temploma

## Híres Sankt Stefan-iak
- Urban Jarnik (1784-1844) szlovén író

## Testvértelepülések
- Colditz, Németország

## Fordítás
- Ez a szócikk részben vagy egészben  a   Sankt Stefan im Gailtal című német Wikipédia-szócikk ezen változatának fordításán alapul.  Az eredeti cikk szerkesztőit annak laptörténete sorolja fel. Ez a jelzés csupán a megfogalmazás eredetét és a szerzői jogokat jelzi, nem szolgál a cikkben szereplő információk forrásmegjelöléseként.